# محكمة مقاطعة كويتمان والسجن القديم
مبنى محكمة وسجن كويتمن كاونتي القديم (بالإنجليزية: Quitman County Courthouse and Old Jail) هو مجمع تاريخي يضم مبنى المحكمة ومبنى السجن القديم في جيورجتاون، ولاية جورجيا، الولايات المتحدة. أُدرج المجمع ضمن السجل الوطني للأماكن التاريخية عام 1980.

## التاريخ
تم بناء السجن في عام 1893 على يد المقاول تي. إف. لوكاس، بينما شُيد مبنى المحكمة في عام 1939 بتمويل من إدارة تقدم الأشغال خلال فترة الكساد الكبير، وصممه المهندس المعماري دبليو. تشيس على الطراز الكلاسيكي الجديد.

## التصميم
يتكون مجمع المحكمة من مبنى من طابقين يتميز بأعمدة كلاسيكية وواجهة متناظرة. أما السجن القديم فهو مبنى من الطوب، ويُعد من أوائل المنشآت الحكومية في المقاطعة.

## الأهمية
يُعد المجمع شاهدًا على التطور الإداري والمعماري لمقاطعة كويتمن، كما يمثل مثالًا على برامج الأشغال العامة الفيدرالية في حقبة الثلاثينيات.